# Colin Meloy

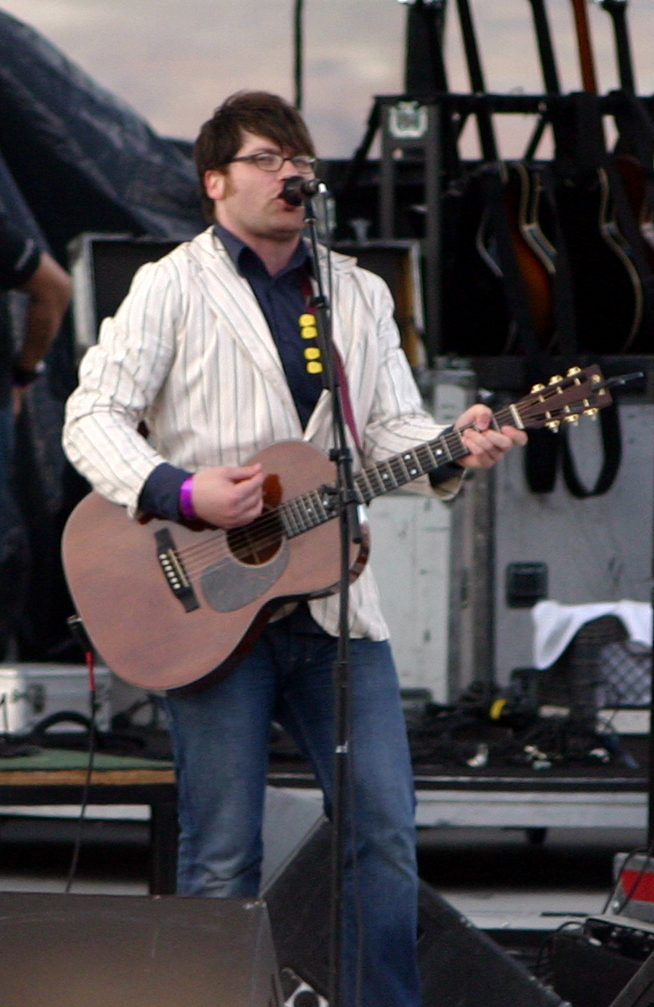
Colin Meloy in 2006 op Sasquatch! te Washington

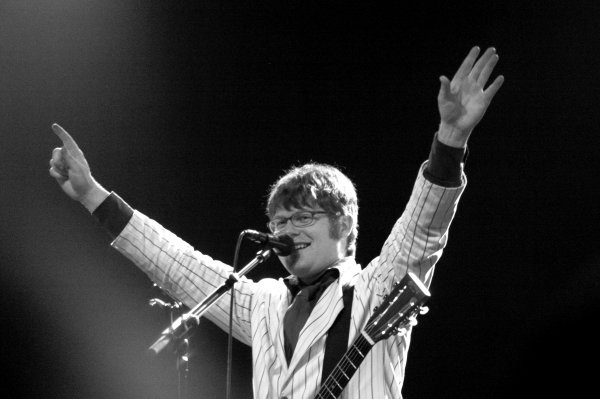
Colin Meloy in Brussel (2006)

Colin Meloy (5 oktober 1974) is de zanger en bandleider van de Amerikaanse indiepop-band The Decemberists. Hij werkt tevens aan een solo-muziekcarrière en heeft een - nog niet uitgevoerde - musical geschreven.

## Biografie
Meloy is in 1974 geboren in Helena en studeerde na zijn middelbareschooltijd (in welke hij de band Happy Cactus leidde) Engels aan de Universiteit van Montana. Zijn talent lag bij het creatieve schrijven - het was dan ook Meloys droom om schrijver te worden, maar toen zus Maile Meloy met succes haar eerste romans publiceerde voelde hij zich verslagen en trok hij naar Portland. Daar ontmoette hij Jenny Conlee en Nate Query, met wie hij, na in 1999 gestopt te zijn met de band Tarkio, zijn derde band oprichtte: The Decemberists.
In 2005 bracht Meloy zijn eerste soloalbum, Colin Meloy Sings Morrissey, waarop hij Morrissey covert. Om die CD te promoten maakte hij vanaf dat moment ook zijn eerste solotours. In 2006 volgde een tweede solotour van Meloy, waarbij hij onder andere duetten zong met Laura Veirs. In datzelfde jaar beviel zijn vriendin, Carson Ellis, van Meloys eerste kind, Henry.

## Discografie
De volgende discografie geeft eerst Meloys solo-albums weer, maar onderscheidt vervolgens de albums van de verschillende bands waarvoor de zanger heeft gewerkt.
- Colin Meloy Sings Morrissey - 2005
- Colin Meloy Sings Shirley Collins - 2006

### Happy Cactus
- Happy Cactus - 1992

### Tarkio
- I Guess I Was Hoping For Something More - 1998
- Sea Songs For Landlocked Sailors (EP) - 1999
- Omnibus - 2006

### The Decemberists
- 5 Songs (2001
- Castaways and Cutouts - 2002
- Her Majesty The Decemberists - 2003
- The Tain - 2004
- Picaresque - 2005
- The Crane Wife - 2006
- The Hazards of Love - 2009